# كوسمو كلاين
كوسمو كلاين (بالألمانية: Cosmo Klein)‏ هو مغني ألماني، ولد في 1 نوفمبر 1978 في ليبشتات في ألمانيا.

## وصلات خارجية
- الموقع الرسمي
- كوسمو كلاين على موقع ميوزك برينز (الإنجليزية)
- كوسمو كلاين على موقع ديسكوغز (الإنجليزية)